# Allium pustulosum
Allium pustulosum är en amaryllisväxtart som beskrevs av Pierre Edmond Boissier och Heinrich Carl Haussknecht. Allium pustulosum ingår i släktet lökar, och familjen amaryllisväxter. Inga underarter finns listade i Catalogue of Life.